# Кинофестиваль в Авориазе 1989 года
XVII Международный фестиваль фантастического кино в Авориазе  (фр. Le 17eme edition du Festival international du film fantastique d’Avoriaz) проходил во французских Альпах (Франция) 14-22 января 1989 года.

## Жюри
- Теренс Стэмп — президент
- Марко Беллоккьо (Marco Bellocchio)
- Франсуаза Фабиан (Françoise Fabian)
- Серж Лама (Serge Lama)
- Шарль-Луи Ла Салль (Charles-Louis La Salle)
- Пьер Монди (Pierre Mondy)
- Марсель Офюльс (Marcel Ophüls)
- Робен Ренуччи
- Барбара Зукова
- Василис Василикос (Vassilis Vassilikos)
- Бу Видерберг (Bo Widerberg)

## Лауреаты
- Гран-при по разделу «фантастика»: «Связанные насмерть» (Dead Ringers), Канада, 1988, режиссёр Дэвид Кроненберг
- Гран-при по разделу «странные фильмы»: «Бумажный дом» (Paperhouse), Великобритания, 1988, режиссёр Бернард Роуз
- Специальный приз жюри: «Кингсайз» (Kingsize), Польша, 1988, режиссёр Юлиуш Махульский
- Приз критики: «Родители» (Parents), США, 1989, режиссёр Боб Балабан
- Приз за лучшие спецэффекты: «Капля» (Blob, The), США, 1988, режиссёр Чак Расселл
- Специальное упоминание: «Бакстер», Франция, 1989, режиссёр Жером Болвэн
- Приз «Золотая антенна»: «Обезьяна-убийца» (Monkey Shines), США, 1988, режиссёр Джордж Ромеро
- Приз в разделе «страх» (Prix section peur) : «Музей восковых фигур» (Waxwork), США, 1988, режиссёр Энтони Хикокс
- Приз Совета по звуку и свету (Prix de la C.S.T.): «Намертво связанные» (Dead Ringers), Канада, 1988, режиссёр Дэвид Кроненберг
- Приз Большой Гиньоль в разделе «страх» (Prix «Grand Guignol de la section peur»): «Без маски: Часть 25» (Unmasked Part 25), США, 1988, режиссёр Андерс Пальм